# Basilio (nombre)
Basilio es un nombre propio masculino de origen griego en su variante en español. Proviene del griego antiguo Βασίλειος (Basíleios), que significa "rey".

## Santoral
2 de enero: San Basilio Magno.

## Variantes
- Femenino: Basilia, Basilisa.

### Variantes en otros idiomas
| Variantes en otras lenguas | Variantes en otras lenguas |
| -------------------------- | -------------------------- |
| Español                    | Basilio                    |
| Albanés                    | Vasili                     |
| Alemán                     | Basilius                   |
| Aragonés                   | Basilio                    |
| Asturiano                  | Basiliu                    |
| Búlgaro                    | Васил (Vasil)              |
| Catalán                    | Basili                     |
| Checo                      | Vasil                      |
| Corso                      | Basiliu                    |
| Croata                     | Bazilije                   |
| Danés                      | Basilius                   |
| Eslovaco                   | Bazil                      |
| Esloveno                   | Bazilij                    |
| Esperanto                  | Bazilo                     |
| Euskera                    | Basil                      |
| Finlandés                  | Basilius, Pasi             |
| Francés                    | Basile                     |
| Gallego                    | Basilio                    |
| Georgiano                  | ბასილი (Basili)            |
| Griego                     | Βασίλειος (Basíleios)      |
| Holandés                   | Basilius                   |
| Húngaro                    | Bazil, Vászoly, Vazul      |
| Inglés                     | Basil                      |
| Islandés                   | Basilíus                   |
| Italiano                   | Basilio                    |
| Latín                      | Basilius                   |
| Lituano                    | Bazilijus                  |
| Noruego                    | Basilius                   |
| Polaco                     | Bazyli                     |
| Portugués                  | Basílio                    |
| Rumano                     | Vasile                     |
| Ruso                       | Василий (Vasilij)          |
| Sardo                      | Basìli                     |
| Serbio                     | Василије (Vasilije)        |
| Sueco                      | Basilius                   |
| Ucraniano                  | Василь (Vasуl)             |
| Cántabro                   | Basilión                   |

## Personajes célebres

### Santos
- San Basilio Magno, obispo de Cesarea del siglo IV; es santo de la Iglesia Ortodoxa y uno de los cuatro Padres de la Iglesia Griega, así como santo y doctor de la Iglesia católica.
- San Basilio de Seleucia, arzobispo de Seleucia, Padre de la Iglesia.

### Reyes
| Imperio bizantino | Basilio I, emperador bizantino (867-886). Basilio II, emperador bizantino (976-1025).                                                                                                 |
| Rusia             | Basilio I, Gran Príncipe de Moscú (1389-1425). Basilio II, Gran Príncipe de Moscú (1425-1462). Basilio III, Gran Príncipe de Moscú (1505-1533). Basilio IV, zar de Rusia (1606-1610). |

### Otras personalidades
- Basil Liddell Hart, historiador militar, escritor y periodista británico.
- Basil Poledouris, compositor estadounidense.
- Basil Rathbone, actor británico.
- Basilio, cantante panameño.
- Basilio Bessarión, clérigo y erudito bizantino, arzobispo de Nicea, Patriarca latino de Constantinopla y cardenal de la Iglesia católica.
- Basilio Boioanes, general bizantino, catapán de Italia.
- Basilio Casares, cantante cántabro.
- Basilio García, militar español.
- Basilio Martín Patino, director de cine español.
- Basilio Mesardonites, catapán bizantino de Italia.
- Basilio Muñoz, escribano público, militar y político uruguayo.
- Basilio Paraíso, empresario y político aragonés.
- Basilio Belliard, escritor, profesor y figura pública dominicano.
- Basilio Pertiné, militar y político argentino.
- Basilio Ponce de León, teólogo, canonista, poeta y escritor ascético agustino español.
- Basilio Santa Cruz, pintor peruano.
- Basilio Urrutia, militar chileno.
- Basilio Vadillo, educador, político y diplomático mexicano.
- Basilius von Ramdohr, abogado, crítico de arte y periodista alemán.
- Vasil Bykaŭ, escritor bielorruso.
- Vasil Levski, revolucionario búlgaro.
- Vasil Radoslavov, político búlgaro.
- Vasile Alecsandri, poeta, dramaturgo, político y diplomático rumano.
- Vasili Aksiónov, novelista ruso.
- Vasili Blücher, militar ruso.
- Vasili Cherniáyev, botánico y micólogo ruso.
- Vasili Dokucháyev, geógrafo, edafólogo y geólogo ruso.
- Vasili Kandinski, pintor ruso.
- Vasili Kuznetsov, político ruso.
- Vasili Mishin, ingeniero ruso.
- Vasili Polénov, pintor ruso.
- Vasili Rózanov, escritor y filósofo ruso.
- Vasili Safónov, pianista, profesor, director de orquesta y compositor ruso.
- Vasili Stásov, arquitecto ruso.
- Vasili Súrikov, pintor ruso.
- Vasili Záitsev, militar ruso.
- Vasili Zhukovski, poeta ruso.
- Vasílis Tsitsánis, músico griego.
- Wassily Leontief, economista estadounidense.